# 2020年新斯科細亞槍擊案
2020年新斯科細亞槍擊案（英語：2020 Nova Scotia attacks）是2020年4月18日至4月19日發生於加拿大新斯科舍省的無差別殺人事件。51歲的加布里埃爾·沃特曼在被警方追逐、擊斃前，殺害22人，傷害3人，並在至少五棟建築物縱火。 
在十三小時的瘋狂作案中，沃特曼駕駛一輛仿製警車並穿著警服假扮了一名警官。警方表示尚未掌握行凶動機。 但是，這並不被視為恐怖主義行為，調查正在進行。沃特曼沒有槍械許可證，並且尚未確定他如何獲得武器。
警察因沒有利用國家公共警報系統來警告公眾殺戮事件而受到批評，對此決定的調查也已開始。
該事件是加拿大歷史上最嚴重的大規模屠殺，超越發生於1989年、造成15人死亡的蒙特婁工程學院大屠殺。
加拿大總理賈斯汀·杜魯多（Justin Trudeau）在回應該事件時向加拿大講話時，重申了他致力於加強加拿大槍枝管制法律的承諾，以幫助防止將來發生此類事件。

## 事件經過
4月18日大約晚上11時00分，警察接獲多通9-1-1通報發生於新斯科細亞省首府哈利法克斯以北130（81英里）的濱大西洋小鎮波塔皮克的槍擊事件。其中一名最早抵達波塔皮克現場的警察透過對講機表示，有三間房屋在燃燒，發現至少五名受害者，但當他們試圖逃離火場時被擊殺；並表示尚未鎖定槍手的位置，「這裡發生的事情非常糟糕」。
晚上11時32分，警方發推文要求居民待在室內並把門上鎖，但沒有通過新斯科細亞省的紧急报警系统發布任何訊息。經過一夜到隔天早晨的調查後，警方宣布他們正在處理一個活躍槍手狀況。
4月19日上午8時54分，警方確定51歲的加布里埃爾·沃特曼（Gabriel Wortman）為該事件的槍手，並警告民眾槍手可能偽裝成警方並駕駛跟警方巡邏車相似的車輛。10時04分至11時04分，沃特曼被目擊出現在德伯特、布魯克菲爾德和米爾福德，居民被敦促避開該地區。11時24分，沃特曼撞見皇家騎警，駁火中造成一名警官死亡，此後沃特曼改駕駛一輛雪佛蘭創酷运动型多用途车逃亡。
上午11時40分，在警方首次收到槍案投訴後近十二小時，沃特曼在哈利法克斯以北40（25英里）恩菲爾德的厄文加油站被警察擊斃。緊急事件應變小組宣布將展開調查警方在該事件的開槍經過。

## 槍手
51歲的加布里埃爾·沃特曼被警方確定為該事件的槍手，他在哈利法克斯擔任牙技師，其名下有兩間牙科診所。他就讀新不倫瑞克省河景中學，渴望成為一名警察。熟人將他描述為一位關心家事（house-proud）且有禮貌的人，他還經常前往科貝基德灣附近的度假屋度假。
沃特曼有購買執法紀念品和整修舊巡邏車的嗜好。有人稱他的住家是皇家騎警的「聖地」。他還在牙科診所後方停放兩輛他購買的巡邏車。
槍手的行凶動機尚未確定，當局不認為該事件屬於恐怖攻擊。他的鄰居們表示，沃特曼有嗜酒方面的問題，而他的收入受到2019冠狀病毒病疫情影響，所有非必要牙醫服務必須停止。

## 受害者
22人遭到殺害（不包括槍手），其中一名任職23年的女性皇家騎警在追捕過程中殉職，還有兩位皇家騎警受傷。
根據警官布倫達·盧基表示，起初部分受害者與沃特曼有所交集，但是到後來沃特曼開始無差別殺人。受害者當中，包括一名小學老師和一名護士死於槍擊。

## 反應
事件後，全加拿大的國旗被降半旗以示哀悼，下議院为受害者们默哀片刻。
加拿大總理賈斯汀·杜魯多同樣表示慰問。在4月20日丽都小屋（Rideau Cottage）的早間講話中，他重申了加強槍枝管制的決心。 他要求媒體避免在報導當中使用沃特曼的名字或影像：“不要讓這個兇手因他的犯行而廣為人知。” 。
新斯科細亞省長斯蒂芬·麥克內爾向記者表示，「這是新斯科細亞省歷史上最冷血無情的暴力事件之一」，他並向受到影響的居民和受害者家屬表示慰問。
加拿大女王伊丽莎白二世表示她的哀悼，說她和菲利普親王“為這次可怕的事件感到悲痛”，她的思緒和祈禱與新斯科細亞省人民和所有加拿大人在一起。她還讚揚加拿大皇家騎警和其他緊急服務部門的“英勇與犧牲”。